# Radical 2
Radical 2 (U+2F01)

Radical 2 signifie « barre verticale » et est 1 des 6 radicaux constitués d’un seul trait parmi les 214 radicaux de Kangxi.
Dans le dictionnaire de caractères de Kangxi il existe seulement 21 caractères (sur plus de 40 000) sous ce radical.
Le radical 2 (竖 shù, trait vers le bas) est un des huit principes du caractère 永 (永字八法 Yǒngzì Bāfǎ) qui constituent le fondement de la calligraphie chinoise.
- Pinyin : gùn
- Zhuyin : ㄍㄨㄣˇ
- Hiragana : ぼう bô
- Kanji: 棒 bô (bâton)
- Hangeul: 뚫을
- Sino-coréen: 곤 kun

## Caractères avec le radical 2

永 (永字八法Yǒngzì Bāfǎ)

| Traits                    | Idéogrammes (exemples de signification)                        |
| ------------------------- | -------------------------------------------------------------- |
| Sans trait supplémentaire | 丨 (trait vertical)                                            |
| 1 trait supplémentaire    | 丩 (纠 redresser)                                              |
| 2 traits supplémentaires  | 个 (item) 丫 (bifurcation) 丬(moitié d'arbre 木)               |
| 3 traits supplémentaires  | 中 (milieu) 丮 (attraper) 丯 (dense) 丰 (abondant) 书 (écrire) |
| 4 traits supplémentaires  | 丱 (minerai)                                                   |
| 6 traits supplémentaires  | 串 (enfiler)                                                   |
| 7 traits supplémentaires  | 丳 (brochette)                                                 |
| 8 traits supplémentaires  | 临 (approcher de)                                              |
| 9 traits supplémentaires  | 丵 (épais pour de l'herbe)                                     |